# 静岡県総合健康センター
静岡県健康福祉交流プラザ（しずおかけんそうふくしこうりゅうプラザ）は静岡県三島市谷田に、平成8年5月1日（1996年）に健康科学に立脚した健康づくりの拠点として設置された施設。旧静岡県総合健康センター

## 施設概要
- 住所：静岡県三島市谷田2276番地
- 駐車台数：150台

## 主な施設・座席数
- ホール（300席）
- 第一研修室（30席）
- 第二研修室（90席）
- 第三研修室（60席）
- 体育館
- 栄養実習室（約40席）
- トレーニングルーム

## 交通手段
- JR東海道本線「三島駅」タクシー、約20分。
- 沼津登山東海バス三島駅南口5番のりば「総合健康センター」または「健康センター前」「健康センター入口」下車。
- 東名高速道路沼津ICから車で約40分。
- 伊豆縦貫道三島玉沢ICから車で約2分。